# من ديت: أطفال دياربكير
من ديت: أطفال دياربكير هو فيلم من نوع دراما أُصدر في 18 سبتمبر 2009. الفيلم من إخراج ، أما السيناريو فكان من كتابة  وEvrim Alataş ‏.

## القصة
تقع أحداث الفيلم في ديار بكر. وقصة الفيلم الرئيسية حول الصراع التركي الكردي وأطفال الشوارع.

## طاقم التمثيل
- سوزان ايلير
- Hakan Karsak [الإنجليزية]‏
- Şenay Orak  [لغات أخرى]‏

## وصلات خارجية
- من ديت: أطفال دياربكير على موقع IMDb (الإنجليزية)
- من ديت: أطفال دياربكير على موقع ألو سيني (الفرنسية)
- من ديت: أطفال دياربكير على موقع أول موفي (الإنجليزية)
- من ديت: أطفال دياربكير على موقع فيلمافينيتي (الإسبانية)
- من ديت: أطفال دياربكير على موقع قاعدة بيانات الفيلم (الإنجليزية)
- من ديت: أطفال دياربكير على موقع ليتربوكسد (الإنجليزية)
- من ديت: أطفال دياربكير على موقع كينوبويسك (الروسية)